# Байнвиль (Золотурн)
Байнвиль (нем. Beinwil SO) — коммуна в Швейцарии, в кантоне Золотурн. 
Входит в состав округа Тирштайн. Население составляет 320 человек (на 31 декабря 2007 года). Официальный код — 2612.

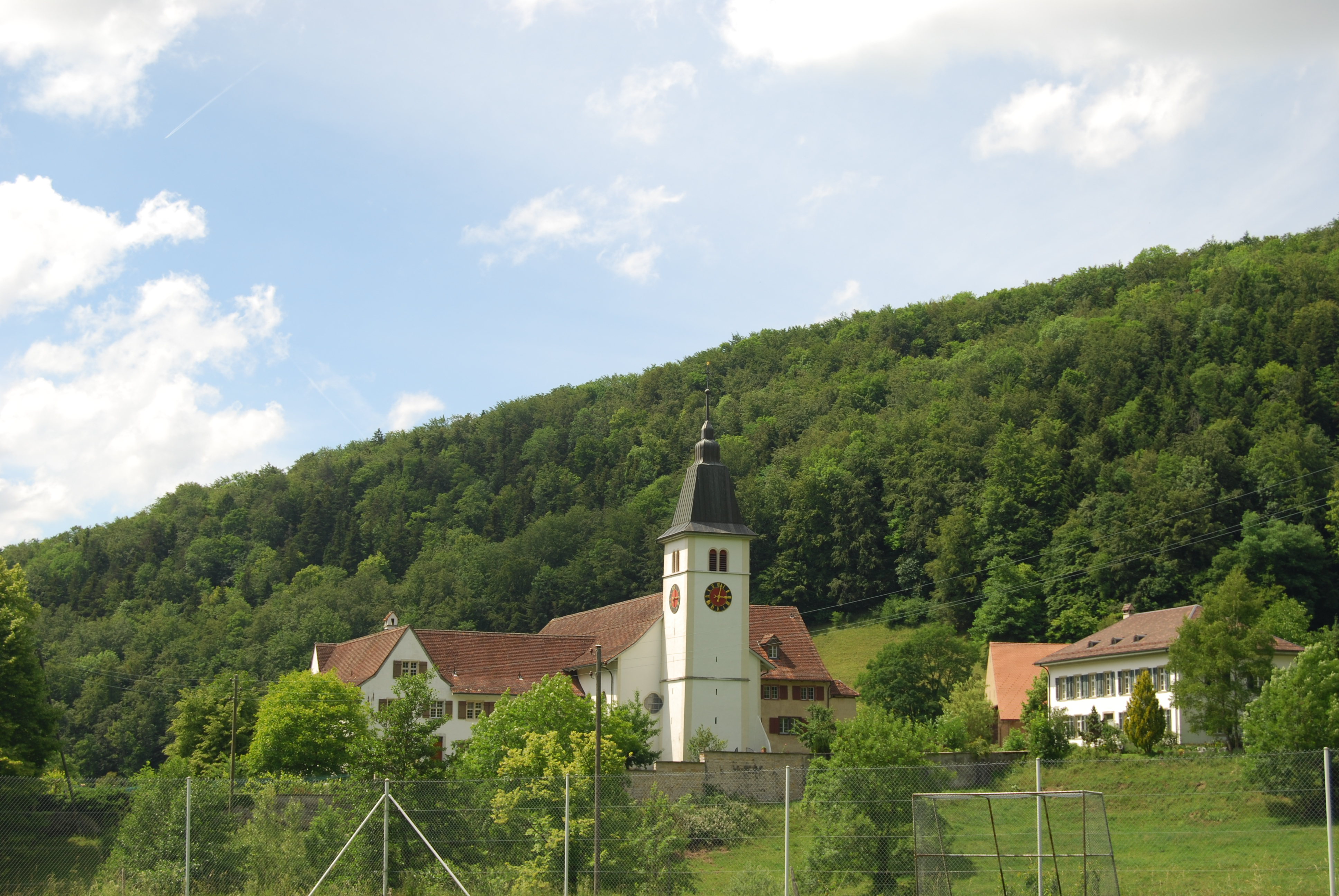
Байнвиль